# اتحاد غرف دول مجلس التعاون الخليجي
اتحاد غرف دول مجلس التعاون الخليجي (بالإنجليزية: Federation of GCC Chambers)‏ هو اتحاد لغرف التجارة و الصّناعة بين أعضاء دول مجلس التعاون الخليجي. ويعتبر الاتحاد من أهم الأطر المؤسسية الراعية للقطاع الخاص في دول الخليج العربية، حيث عمل منذ تأسيسه في العام 1979م على تمثيل المصالح الاقتصادية لمؤسسات وأفراد هذا القطاع بهدف تنمية وتطوير دوره الاقتصادي من خلال تقديم مختلف أنواع الخدمات له وتمثيل مصالحه سواء في الداخل أو الخارج ولدى الجهات الحكومية ومعالجة ما يعترضه من مشاكل وصعوبات وغيرها من الجوانب الداعمة الأخرى.
واستطاع الاتحاد عبر العقود الماضية أن يطور فعالياته ونشاطاته الخدمية الموجهة للقطاع الخاص الخليجي على وجه التحديد، وإلى الاقتصاد الخليجي على وجه العموم، وأسهم بفاعلية وايجابية في دعم ورفد أداء القطاع الخاص بحيث تمكن هذا القطاع من الوصول إلى مستوى متقدم ومتطور من النشاط والمساهمة الفعلية في دعم اداء الاقتصاد الخليجي.
ويسعى الاتحاد خاصة بعد الإعلان عن قيام السوق الخليجية المشتركة إلى تفعيل دوره في تمثيل القطاع الخاص أمام الجهات الرسمية الخليجية وتعزيز دوره في صياغة السياسات والتوجهات الاقتصادية ذات الصلة بمتطلبات القطاع الخاص في ضوء المستجدات الاقتصادية العالمية الحالية والمستقبلية للقيام بدوره على أكمل وجه ومد جسور الاتصال مع الجهات الرسمية وِفق أُطُر مؤسسية ثابتة وواضحة.
وتتركز جهود الاتحاد خلال هذه الفترة والمرحلة المقبلة على تفعيل دوره في تيسير تنقل رؤوس الأموال وتيسير التجارة البينية بين دول المجلس بدون عوائق، وتفعيل المواطنة الاقتصادية الخليجية وتعظيم ودعم الشركات والمشروعات الخليجية المشتركة باعتبارها تمثل نواة حقيقية للعمل الاقتصادي الخليجي المشترك وتكامل رؤوس الأموال الخليجية في تطوير وتنمية الأنشطة الاقتصادية.

## التأسيس
بعدما شعرت دول مجلس التعاون الخليجي بأهمية إنشاء كيان مالي مشترك، بدأت الاجتماعات التمهيدية بالانعقاد في شهر أكتوبر من عام 1976. وحضر تلك الاجتماعات اتحادات و غرف كل من الكويت، المملكة العربية السعودية، الإمارات العربية المتحدة، قطر، مملكة البحرين، سلطنة عمان والعراق. و تم الإتفاق في شهر أكتوبر من عام 1979 على إنشاء اتحاد غرف التجارة والصناعة و الزراعة دول الخليج العربية (بالإنجليزية: Federation of the Chambers of Commerce, Industry and Agriculture of the Arab Gulf States (FAGCC))‏. لكن في عام 1990، و نتيجة للغزو العراقي للكويت، تم طرد العراق من اتحاد الغرف، ثم تم إعادة تسمية الاتحاد ليصبح اتحاد غرف دول مجلس التعاون الخليجي (بالإنجليزية: Federation of GCC Chambers)‏.

## التوجهات
- الرسالة: العمل على توفير البيئة المناسبة لتطوير أداء القطاع الخاص الخليجي وتعزيز قدراته التنافسية، ليكون قاطرة التنمية في اقتصاديات دول مجلس التعاون الخليجي والأداة الدافعة نحو تكاملها ووحدتها.
- الرؤية: تعزيز وتسريع خطى التكامل الاقتصادي بين دول المجلس وصولاً إلى وحدتها الاقتصادية.
- الأهداف:

1. تفعيل دور القطاع الخاص في مسيرة التكامل الاقتصادي بين دول المجلس للوصول للوحدة القتصادية الكاملة.
2. التنسيق بين الغرف التجارية والصناعية واتحاداتها في دول مجلس التعاون الخليجي ودعمها كممثل للقطاع الخاص في بلدها.
3. تمثيل القطاع الخاص أمام الجهات الرسمية الخليجية.
4. تعزيز دور الاتحاد في صياغة السياسات والتوجهات الاقتصادية بما يؤدي إلى إحداث توافق بين هذه السياسات والتوجهات والمتطلبات الفعلية للقطاع الخاص في ضوء المستجدات الاقتصادية العالمية الحالية والمستقبلية.
5. تعميق درجة اندماج القطاع الخاص الخليجي في الاقتصاد العالمي والمساهمة في زيادة الناتج المحلي الخليجي وتمثيله عربيا وإقليما ودوليا.
6. دعم دور الغرف في تعزيز دور القطاع الخاص الخليجي في المسؤولية الجتماعية.

## الغرف الأعضاء
1. اتحاد غرف التجارة والصناعة بدولة الإمارات العربية المتحدة. (يضم 7 غرف وطنية)
2. غرفة تجارة وصناعة البحرين.
3. مجلس الغرف التجارية الصناعية السعودية. (يضم 28 غرفة وطنية)
4. غرفة تجارة وصناعة عمان.
5. غرفة تجارة وصناعة قطر.
6. غرفة تجارة وصناعة الكويت.

## مجلس التعاون لدول الخليج العربية
تأسس المجلس في 21 رجب 1401هـ الموافق 25 مايو 1981م توصل قادة كل من المملكة العربية السعودية، ومملكة البحرين، والإمارات العربية المتحدة، وسلطنة عمان، ودولة قطر، ودولة الكويت في اجتماع عقد في أبوظبي إلى صيغة تعاونية تضم الدول الست تهدف إلى تحقيق التنسيق والتكامل والترابط بين دولهم في جميع الميادين وصولاً إلى وحدتها، وفق ما نص عليه النظام الاساسي للمجلس في مادته الرابعة، التي أكدت أيضا على تعميق وتوثيق الروابط والصلات وأوجه التعاون بين مواطني دول المجلس .
وشددت ديباجة النظام الأساسي على مايربط بين الدول الست من علاقات خاصة، وسمات مشتركة، وأنظمة متشابهة أساسها العقيدة الإسلامية، وإيمان بالمصير المشترك ووحدة الهدف، وأن التعاون فيما بينها إنما يخدم الاهداف السامية للأمة العربية.

## وصلات أخرى
1. الموقع الإلكتروني للأمانة العامة لمجلس التعاون لدول الخليج العربية

1. ↑  
الموقع الرسمي لاتحاد غرف دول مجلس التعاون الخليجي نسخة محفوظة 02 ديسمبر 2013 على موقع واي باك مشين.
2. ↑  ""سعود المشاري" أميناً عاماً لاتحاد الغرف الخليجية". صحيفة سبق الإلكترونية. مؤرشف من الأصل في 2020-01-06. اطلع عليه بتاريخ 2020-07-16.
3. ↑  Global Arab Network | The Federation of GCC Chambers ( FGCCC ) | Organization Profile | Organization Profile نسخة محفوظة 10 أغسطس 2016 على موقع واي باك مشين.
4. ↑  "EU GCC Invest - The Federation of GCC Chambers FGCCC". مؤرشف من الأصل في 2013-12-19.

1. الدليل الصناعي الخليجي
2. النظام الأساسي لاتحاد غرف دول مجلس التعاون الخليجي